# Festival des médias celtiques de South Uist
Le Festival des médias celtiques, créé en 1980 sous le nom de Festival international du film celtique dans l'île de South Uist en Écosse, est la principale manifestation pour les productions audiovisuelles des six pays celtiques qui ont une langue ayant une origine commune. Les industries audiovisuelles et numériques  peuvent y présenter leurs productions dans l'une des langues celtiques.
Le but officiel est de « promouvoir les cultures et les langues des pays celtiques, que ce soit par le film, la radio, la télévision et les nouveaux médias ».  Il est précisé officiellement qu'il s'agit de créer une vitrine pour les autorités publiques afin d'éviter que ces types de productions soient insuffisamment perçus.

## Organisation
Il s'agit d'une organisation permanente qui créée des événements tout au long de l'année et un festival annuel qui a lieu chaque année dans l'un des pays celtiques suivants : Cornouailles,  Écosse, Irlande du Nord, Pays de Galles, Irlande. Les créations en breton sont également admises à la compétition annuelle, au côté du cornique, du gaélique écossais, du gallois et de l'Irlandais.
5 personnes sont désignées comme administrateurs de l'association et sont choisies parmi les personnalités incontestables de l'industrie audiovisuelle et numérique écossaises, galloises et irlandaises.

## L'industrie des médias en langues celtiques
La Raidió Teilifís Éireann (RTÉ), chaîne de radio et de télévision publique irlandaise, est l'organisme qui a le plus d'importance, mais les autres pays celtiques de Grande-Bretagne sont dotés de chaînes financées par le gouvernement britannique et les pouvoirs locaux.

Avec l'aide de l'Union européenne, des studios audiovisuels privés ont été créés dans l'Ouest de l'Irlande, au Nord de l'Écosse et en Pays de Galles. La Cornouailles britannique a encore trop peu de locuteurs cornicophones pour avoir des lieux de production. Un seul film intégralement en cornique a été produit.

L'industrie audiovisuelle en Bretagne est très faible par rapport à celle de ses voisins celtiques du Nord. La production de films de cinéma et de télévision en breton ne comporte que quelques unités par an.

## Prix donnés au festival annuel
Actuellement, les productions sont réparties en 5 grandes catégories (Documentaire, Drame, Médias numériques, Radio et autres catégories audiovisuelles), chacune divisées en un nombre variable de sous-catégories pour un total d'un peu plus de 20 sous-catégories. Les prix attribués sont dénommés les torques (or, argent et bronze).

## Chaînes de télévision par langue celtique
Exclusivement en langue celtique
- Breton : Brezhoweb

Majoritairement en langue celtique
- Irlandais : Raidió Teilifís Éireann

Partiellement en langue celtique
- Breton : France 3 Ouest, Tébéo, TébéSud, TVR
- Gaélique écossais : BBC Alba
- Gallois : S4C